# Хомяковые
Хомяко́вые (лат. Cricetidae) — семейство отряда грызунов, входящее в состав инфраотряда мышеобразных.
В фауне России представлено более 60 видов хомяковых.

## Общее описание
Длина тела представителей отряда составляет от 5 (хомячок Роборовского) до 36 см (ондатра), хвоста от 0,7 до 33 см и вес соответственно от 30 граммов (хомячок Роборовского) до 1,8 кг (ондатра).

## Систематика
- Подсемейство Полёвковые (Arvicolinae)
- Подсемейство Хомяки (Cricetinae)
- Подсемейство Неотомовые хомяки (Neotominae)
- Подсемейство Хлопковохомяковые (Sigmodontinae)
- Подсемейство Лазающие хомяки (Tylomyinae)